# Jetex reamotor

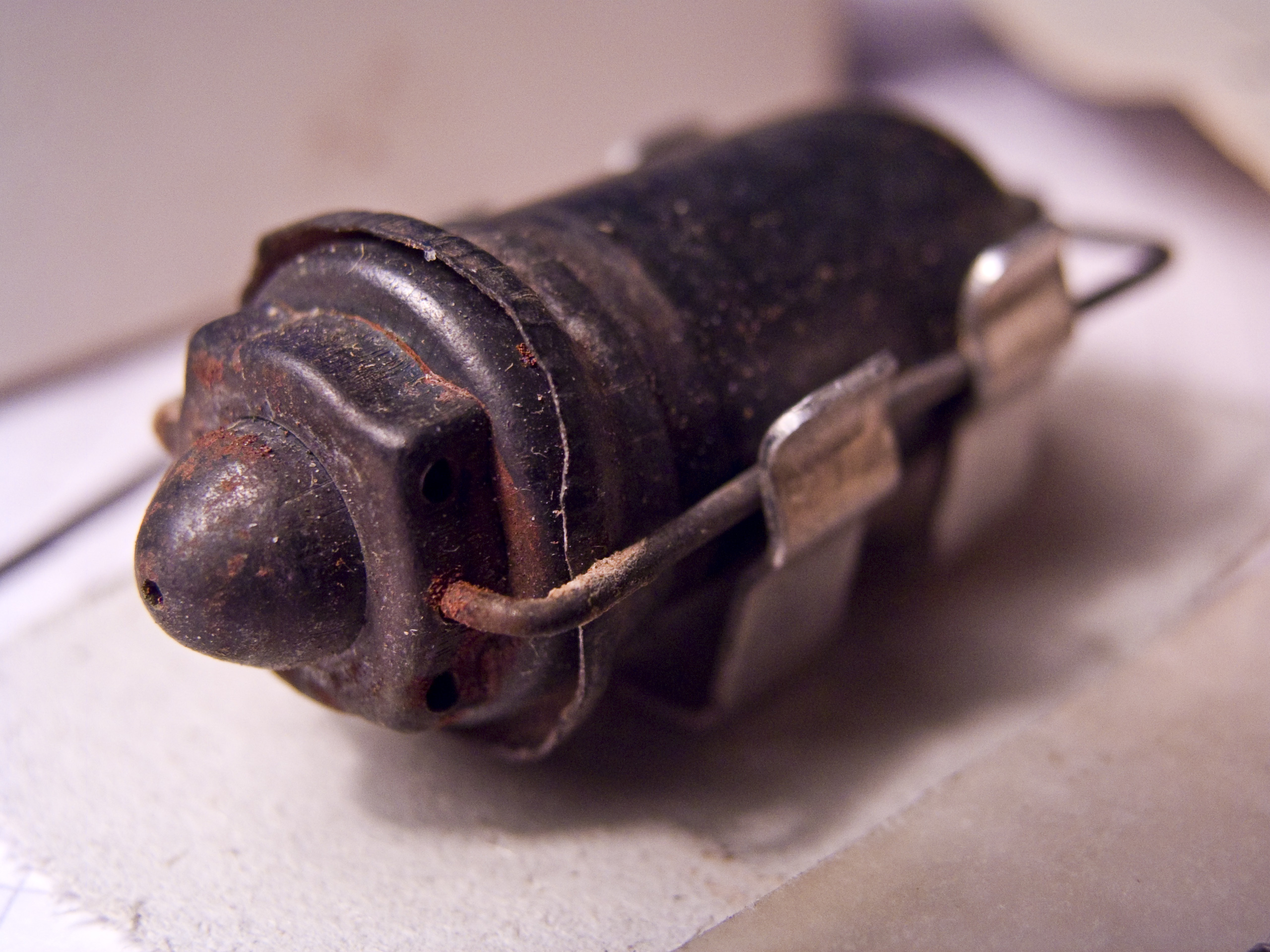
Jetex Minijet.

Jetex reamotor var en liten raketmotor för hobbybruk. Den kunde driva mindre modellflygplan och hade en drifttid på cirka 14 sekunder.
Jetexmotorn tillverkades i England av Sebel Prod., och packades och monterades i Sverige av generalagenten Sigurd Isacson AB.
Motorn fanns i olika storlekar: Atom 35, Minijet, Rocket 50, Jetmaster och Scorpion. Minijet var den näst minsta och den var avsedd för modellflygplan med en spännvidd upp till 45 cm och en startvikt under 40 gram. Den starkaste motorn Scorpion kunde användas för raketer, flygplan upp till 80 cm spännvidd, bilar med mera.
Som bränsle användes särskilda tabletter av ett icke explosivt, långsamt brinnande och gasproducerande ämne. Bränslet lades i motorns stålbehållare, en eller två tabletter. En stubintråd rullades i spiral och trycktes mot bränslet med hjälp av ett litet metallnät. En annan bit stubintråd stacks in en bit genom motorns munstycke där reaktionsgaserna sedan skulle strömma ut. Den yttre tråden antändes och rycktes sedan ut med fingrarna, när den inre tråden hade börjat antända bränslet.
Stålbehållaren och locket med munstycket hölls ihop av en metallfjäder. Motorn placerades i en metallhållare som hade satts fast i modellen. Med flera olika hållare kunde motorn således användas i flera olika modeller.

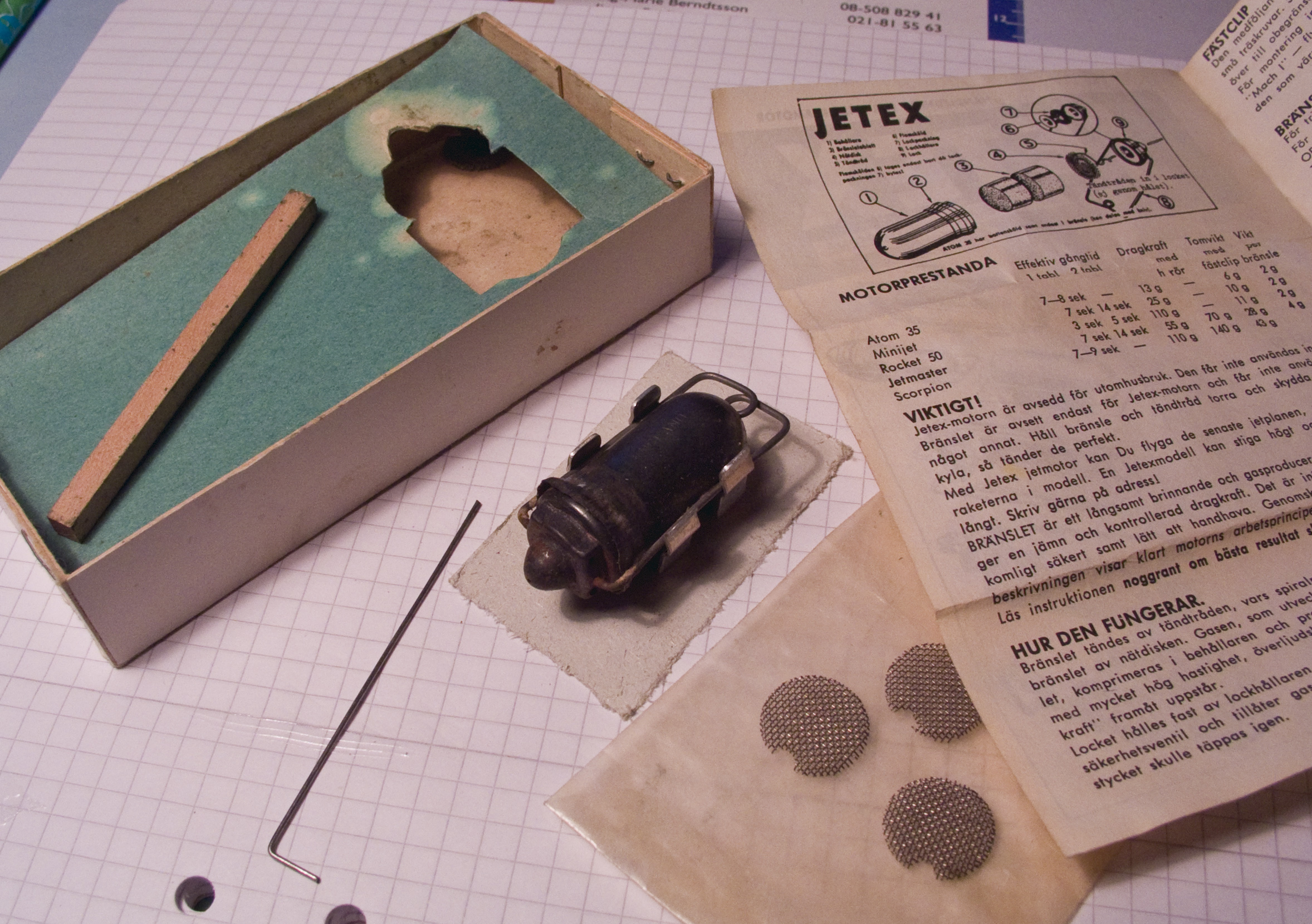
Jetex minijet jetmotor med komplement.

Motorn som bestod av stålbehållare, packning och lock samt metallfjäder, levererades med ”fästclip”, extra metallnät, rensnål för munstycket, en trästav för rengöring av stålbehållaren, bränsletabletter och stubintråd.
För att skydda modellerna för värmen fanns en liten asbestduk, som monterades i modellen för att skydda mot de varma avgaserna.
Motorn sades vara ofarlig och snabb och lätt att sköta, och på kartongen står det att ”bilar gör 100 km/tim, båtar gör rekordfart, robotar gör raketstart” och ”flygplan stiger till 10 våningars höjd”.